# Nová synagoga (Brno)
Nová synagoga v Brně se nacházela ve čtvrti Zábrdovice, v ulici Ponávka. Dokončena byla v roce 1906, zbořena byla na přelomu let 1985 a 1986.

## Historie
Kvůli rychle rostoucímu počtu brněnského židovského obyvatelstva zakoupila židovská obec dům Koliště č. 45. za kterým se nacházel volný prostor směrem k ulici Ponávka. Na něm byla brněnským stavitelem Alfredem Zeiselem postavena v letech 1905–1906 v pořadí třetí novodobá brněnská synagoga, která měla odlehčit především přeplněné a technicky nevyhovující modlitebně v Novobranské ulici. Náklady na stavbu dosáhly výše 221 501 korun. Plány této novorománské stavby, ovlivněné křesťanskou architekturou (bazilikální trojlodí), vypracoval moravsko-rakouský architekt Max Fleischer. Synagoga měla rozměry 32×18 m, delší osu ve směru západ–východ a vchod na západní straně.

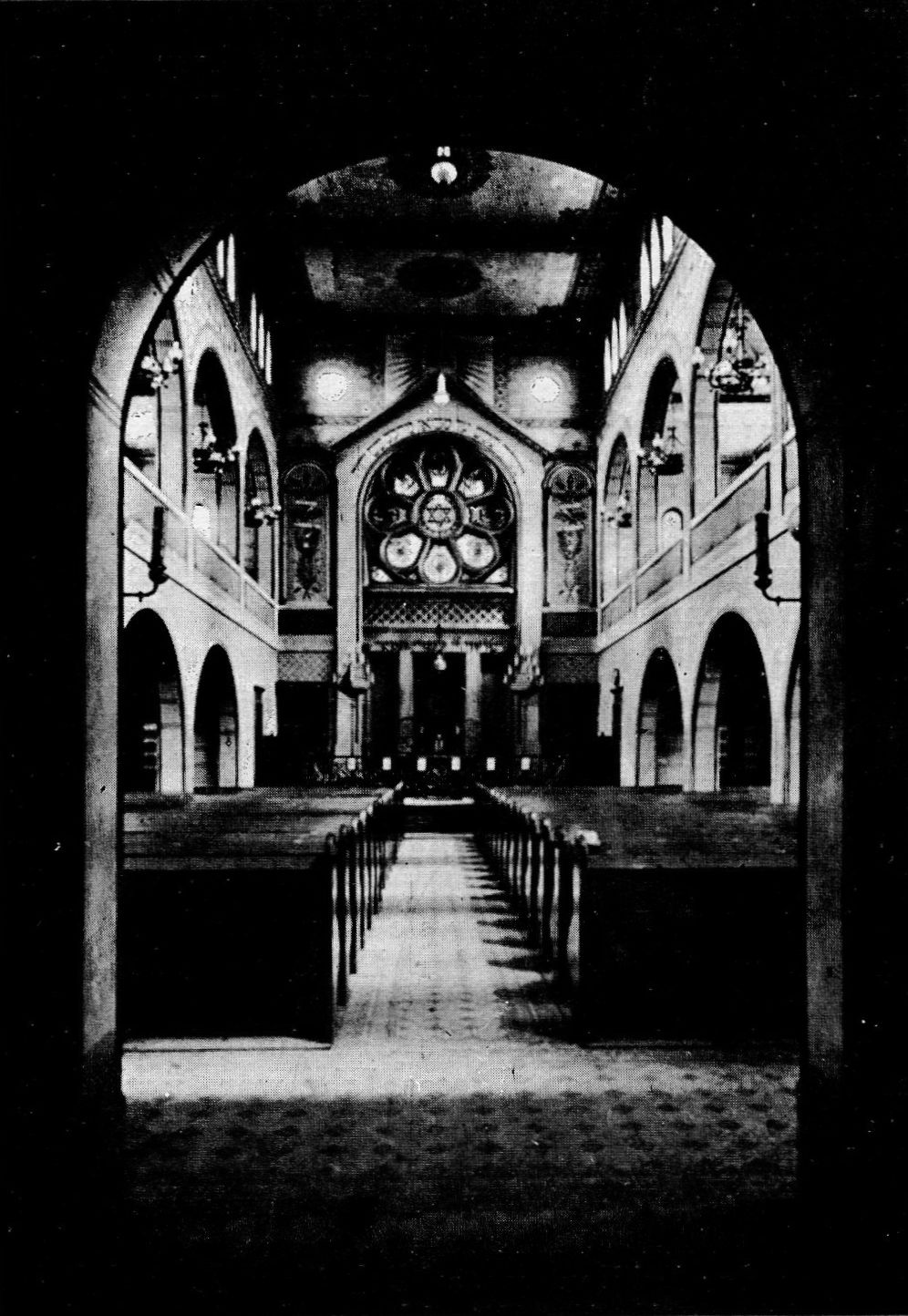
Interiér Nové synagogy

Bohoslužby v Nové synagoze byly zahájeny 13. září 1906. Otevření se zúčastnil i starosta a zástupce místodržitelství. Slavnostní řeč pronesl rabín brněnské židovské obce Ludwig Levy, který byl teprve krátce předtím uveden do úřadu.
Při náletu 20. listopadu 1944 byla synagoga poškozena. Po druhé světové válce se majitelem domu na Kolišti i synagogy stalo Ministerstvo zdravotnictví a chrám byl využíván jako skladiště. Církev československá husitská plánovala využít synagogu jako kostel pro novou náboženskou obec. Nová náboženská obec v Brně nakonec nevznikla, objekt synagogy byl pak zamýšlen pro ústřední archiv a muzeum Československé církve, ale ani tyto plány se nerealizovaly. Vznikly studie ke kulturnímu využití synagogy, protože se však nenašel zájemce o její odkoupení, byla na přelomu let 1985 a 1986 zbořena. Některé cenné architektonické a výzdobné prvky byly převezeny do Muzea města Brna. Na místě synagogy se nachází parkoviště, vjezd a průchod mezi jednotlivými budovami Úrazové nemocnice.
Synagogu připomíná pamětní deska na domě Ponávka 10 (budova Úrazové nemocnice).

## Odkazy

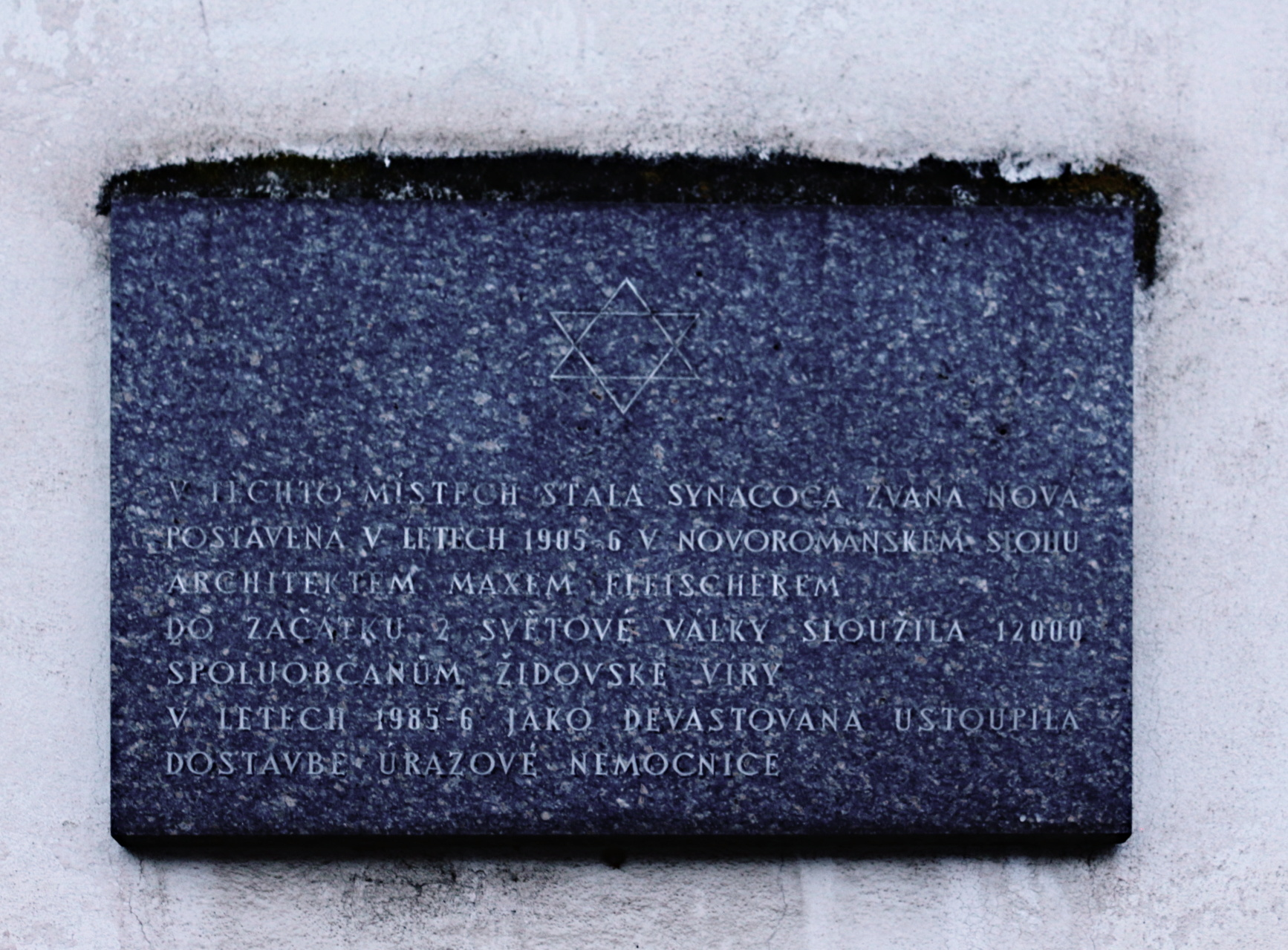
Pamětní deska někdejší Nové synagogy na budově Úrazové nemocnice